# Барбер, Энтони
Энтони Перринотт Лисберг Барбер, барон Барбер (англ. Anthony Perrinott Lysberg Barber, Baron Barber; 4 июля 1920 — 16 декабря 2005) — британский государственный деятель. Являясь консервативным политиком, был членом Палаты общин (1951—1974) и Палаты лордов (с 1975).
В 1970 году Барбер был назначен Эдвардом Хитом канцлером казначейства, сменив на этом посту скоропостижно скончавшегося предшественника, Иана Маклеода. Этот пост Барбер занимал до 1974 года. С 1974 по 1987 занимал пост председателя правления Standard Chartered Bank.